# رایسباخ (فیلس)
رایسباخ (به آلمانی: Reisbach) یک شهر در آلمان است که در دینگولفینگ-لینداو واقع شده‌است. رایسباخ ۷٬۵۹۵ نفر جمعیت دارد.

## خواهرخوانده
شهرهای زارولینگن و رایسباخ (زار) خواهرخوانده‌های رایسباخ (فیلس) هستند.